# Ю, Кристофер (учёный)
Кристофер С. Ю  — профессор права, связи, вычислительной техники и информатики школы права Пенсильванского университета, а также основатель и директор Центра технологий, инноваций и конкуренции. Он известен благодаря работе в сфере технологического права, права СМИ и авторского права, в последней сфере его работы весьма часто цитируются. Он пишет о правовом регулировании Интернета, экономике авторского права и несовершенной конкуренции. Ю является одним из самых ярых скептиков концепции сетевого нейтралитета, высказывается в пользу альтернативного подхода, который он называет «диверсификация сети». Он также изучал историю унитарной исполнительной власти в США.

## Биография
Профессор Ю получил высшее образование в Гарвардском университете (1986, диплом с отличием), где участвовал в программе национальных заслуг. Затем он перешёл в школу менеджмента Андерсена Калифорнийского университета в Лос-Анджелесе, где выучился по программе магистра делового администрирования (1991), а в 1995 году окончил Северо-Западный университет, факультет права (magna cum laude). После окончания учёбы он стал клерком судьи Артура Раймонда Рэндольфа в Апелляционном суде Округа Колумбия, а затем судьи Верховного суда США Энтони Кеннеди. Он также занимался юридической практикой в компании Hogan Lovells, Вашингтон.
С 1999 по 2007 год Ю был профессором школы права Университета Вандербильта. С 2005 по 2007 год Ю руководил университетской программой права технологий и развлечений. В течение 2006—2007 учебного года он также был приглашённым профессором школы права Пенсильванского университета. В 2007 году он принял назначение в качестве постоянного профессора Пенсильванского университета. Ю также получил вторичное назначение в школу коммуникаций Анненберга того же университета, а в 2010 году — ещё в школу инженерии и прикладных наук. Начиная с 2005 года Ю десять раз выступал перед Конгрессом, Федеральной комиссией по связи и Федеральной комиссией по торговле. Он является членом Американской ассоциации права и экономики, Ассоциации адвокатов федеральной связи и Национальной азиатско-тихоокеанско-американской ассоциации адвокатов.

## Публикации

### Книги
- Networks in Telecommunications: Economics and Law (Cambridge University Press 2009) (with Daniel F. Spulber)
- The Unitary Executive: Presidential Power from Washington to Bush (Yale University Press 2008) (with Steven G. Calabresi)
- Network Neutrality after Comcast: Toward a Case-by-Case Approach to Reasonable Network Management, in New Directions in Communications Policy 55-83 (Randolph J. May ed., Carolina Academic Press, 2009)
- Network Neutrality and Competition Policy: A Complex Relationship, in Net Neutrality or Net Neutering: Should Broadband Internet Services Be Regulated? 25-71 (Thomas M. Lenard & Randolph J. May eds., Springer, 2006)

### Статьи
- Nonrivalry and Price Discrimination in Copyright Economics, 157 University of Pennsylvania Law Review 1801—1830 (May 2009) (with John P. Conley)
- Rethinking Broadband Internet Access, 22 Harvard Journal of Law and Technology 1-74 (Fall 2008) (with Daniel F. Spulber)
- Network Neutrality, Consumers, and Innovation, 2008 University of Chicago Legal Forum 179—262 (October 2008)
- Keeping the Internet Neutral?: Tim Wu and Christopher Yoo Debate, 59 Federal Communications Law Journal 575—592 (June 2007) (with Tim Wu)
- Copyright and Public Good Economics: A Misunderstood Relation, 155 University of Pennsylvania Law Review 635—715 (January 2007)
- Network Neutrality and the Economics of Congestion, 94 Georgetown Law Journal 1847—1908 (August 2006)
- Beyond Network Neutrality, 19 Harvard Journal of Law and Technology 1—77 (Fall 2005)
- Vertical Integration and Media Regulation in the New Economy, 19 Yale Journal on Regulation 171—300 (Winter 2002)